# 焼きそばパン
焼きそばパン（やきそばパン）は、コッペパンの間に焼きそばを挟んだ調理パンである。日本独自のパンの加工品である。

## 概要
発祥は諸説あるが、東京都荒川区南千住にあった『野澤屋』（2010年に閉店）が1950年代に焼きそばとコッペパンを同時に販売していたところ、客に「面倒だからはさんで」と言われて作り広まったとする説が有力とされる。
製法としては、コッペパンの上面にパンの長軸方向と平行な切れ目を1本入れ、パンをV型に開いて焼きそばを挟むのが一般的である。その際、食感を重視し焼きそば・ソースの水分がパンに染み込むことを避けるため、切れ目の部分にあらかじめバターやマーガリンを塗っておく場合もある。また、アクセントとして紅しょうがやマヨネーズ、青のり、パセリなどを少量添えることもある。焼きそばの麺の太さは製造者・地域によって多少の差異が見られる。また、味付けとされる調味料の差、ソースの濃さ、また焼きそばの具材として定番であるキャベツの有無などもまた製造者によって異なる。
パンが湿ってしまう又は保存の問題から水分が比較的少ない焼きそばが使用される事が多く、焼きそばがボロボロとパンからこぼれてしまいやすい。そのためラップ等でしっかりと巻かれて店頭に並べられることが多く、場合によっては二重の包装になっているものもある。
焼きそばの代わりにナポリタンスパゲッティやスパゲティサラダなどのパスタ料理を挟んだものや、ソース焼きそばと共にコロッケ・ハムカツ・ポテトサラダ・コーン・ウインナー・ソーセージ・鷄のから揚げなどを組み合わせた製品も存在する。

## 海外での反響

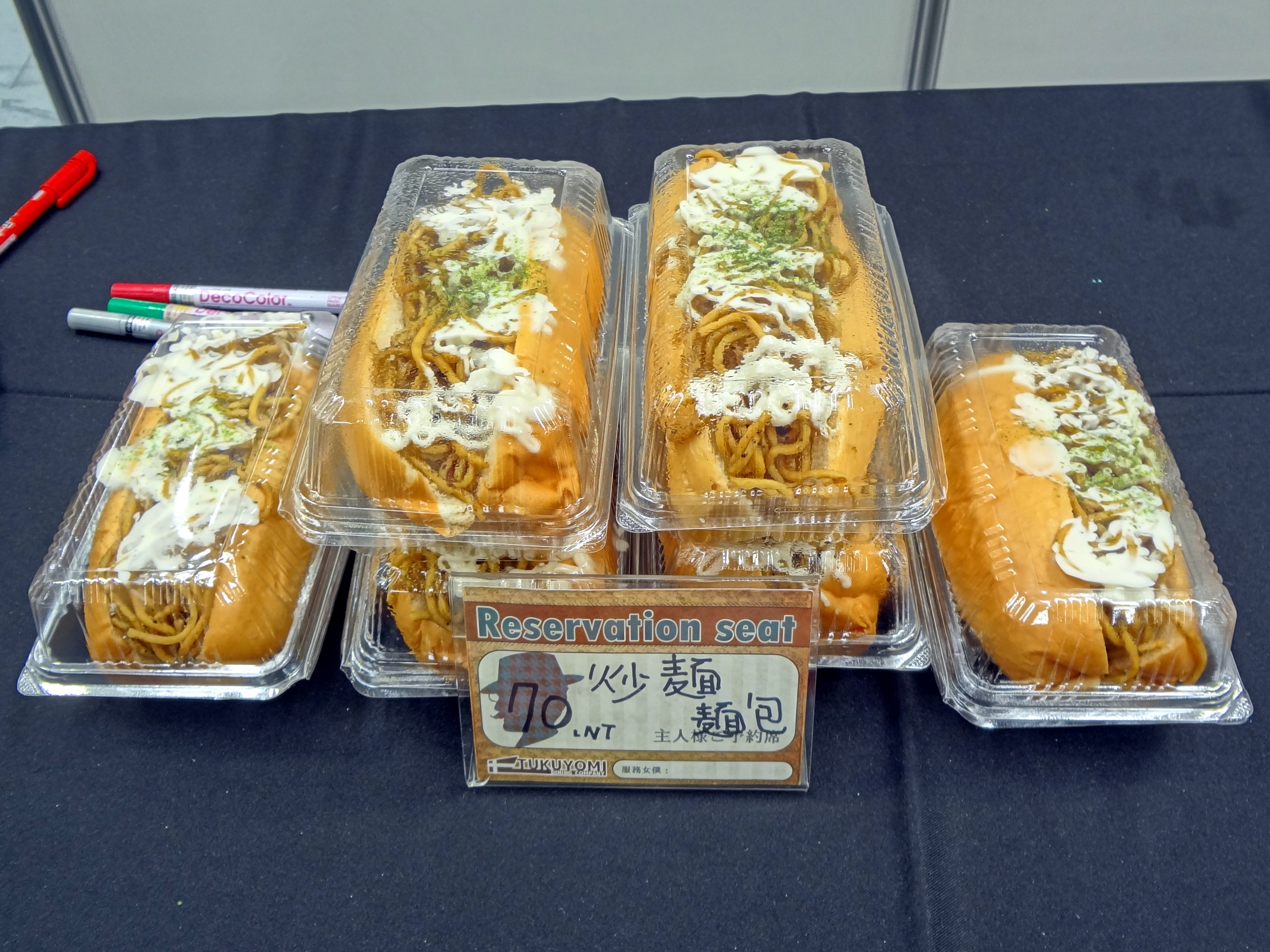
台湾のメイド喫茶「月読女僕咖啡」の焼きそばパン

日本の人気軽食として海外のテレビやネットメディアで紹介されることがある。要因の一つとして、日本の学園アニメの影響が挙げられる。
2018年10月には大韓民国のロッテマートで電子レンジ用食品として販売が開始された。商品名は「야끼소바빵（ヤキソバパン）」。100円台と比較的安価で購入できる日本と同様、値段は2個入りで3,900ウォン。

## 焼きそばパンを題材とした作品

### 楽曲
- 川本真琴「やきそばパン」（1997年）アルバム「川本真琴」に収録。作詞・作曲：川本真琴

### キャラクター
- やきそばパンマン（アニメ「それいけ!アンパンマン」）声：小杉十郎太。1999年初登場[8]。頭が焼きそばパンで出来ている正義の味方。焼きそばパンを作る設定のキャラクターでもある[9]。「やきそばパンマン流れ旅」（作詞：やなせたかし、作曲：近藤浩章）という西部劇風のキャラクターソングがある[10]。
- やきそばパン（『こげぱん』に登場するパン）